# 레옹 드그렐
레옹 조제프 마리 이냐스 드그렐(프랑스어: Léon Joseph Marie Ignace Degrelle, 프랑스어 발음: [dəgʁɛl], 1906년 6월 15일 ~ 1994년 3월 31일)은 벨기에의 정치인, 나치 부역자다. 1930년대에 가톨릭 교권파시즘 정당인 렉스당을 창당하여 벨기에 정계에 상당한 돌풍을 일으켰다. 제2차 세계대전이 일어나 나치 독일이 벨기에를 점령하자 드그렐은 나치군에 일개 사병으로 징병되어 동부전선에서 싸웠다. 나치군에서 최종 계급은 연대지도자(SS대령)이며 제28SS의용척탄병사단 발로니엔 사단장을 역임했다. 나치가 망하자 에스파냐의 프랑코 정권으로 망명해서 거기서 네오나치 활동을 하다 1994년 심정지로 죽었다.

## 진급 내역
- 육군 사격병(Schütze) - 1942년 3월 3일
- 육군 소위(Leutnant) - 1942년 5월
- 무장친위대 하급돌격지도자(Untersturmführer) - 1943년 6월
- 무장친위대 최고돌격지도자(Hauptsturmführer) - 1944년 1월 1일
- 무장친위대 돌격대지도자(Sturmbannfuhrer) - 1944년 4월 20일
- 무장친위대 상급돌격대지도자(Obersturmbannführer) - 1945년 1월경
- 무장친위대 연대지도자 - 1945년 4월 20일

| 전임 상급지도자 카를 부르크 | 제2대 제28SS의용척탄병사단 발로니엔 사단장 1945년 1월 30일 – 1945년 5월 8일 | 후임 (부대 해산) |